# صندوق درآمدی
صندوق درآمدی صندوقی است که هدف آن فراهم کردن درآمد از سرمایه‌های سرمایه‌گذاری است.

## ویژگی
صندوق درآمدی یک نوع از صندوقهای تخصیص دارایی است که صندوقهای درآمدی اغلب به صورت صندوقهایی با اوراق بهادار یا سهام است که به‌طور دقیق تر صندوق حقوق صاحبان سهام نام دارد. در حقیقت درآمد صندوقهایی که اوراق بهادار یا سهام را نگهداری می‌کنند از محل تفاوت قیمت خرید و فروش یا سود تقسیمی است